# Зверев, Василий Васильевич
Васи́лий Васи́льевич Зве́рев (11 (24) ноября 1908, Санкт-Петербург — 11 марта 1947, Москва, СССР) — советский военнослужащий, Герой Советского Союза (22 февраля 1939), подполковник (1942).

## Биография
Родился 11 (24) ноября 1908 года в Санкт-Петербурге. Русский. С 1917 года жил в Одессе, с 1919 года — в селе Копани (ныне Вознесенского района Николаевской области). В 1921 году окончил 7 классов школы. В 1923—1927 годах работал строителем-штукатуром в стройбюро города Первомайска, в 1928—1929 годах — на станции Константиновка (Артёмовский округ). В 1929—1930 годах — в совхозе в Очакове (Николаевский округ). В армии с октября 1930 года.
В 1931 году окончил полковую школу в Ананьеве. До августа 1932 года служил в пехоте. В 1933 году окончил Оренбургскую военную авиационную школу лётчиков. Служил в строевых частях ВВС (в Монино); был лётчиком, командиром звена.
С мая по август 1938 года в звании старшего лейтенанта участвовал в боях с японскими захватчиками в Китае; был командиром бомбардировочного авиационного отряда, затем — командиром авиаэскадрильи бомбардировщиков в составе Национально-революционной армии Китая. Совершил 18 боевых вылетов на бомбардировщике СБ, участвовал в потоплении 4 японских кораблей. В одном из боёв его самолёт был серьёзно повреждён, а стрелок-радист тяжело ранен. Несмотря на это, сумел довести бомбардировщик до линии фронта и произвести благополучную посадку на свой аэродром.
За мужество и героизм, проявленные при выполнении воинского долга, Указом Президиума Верховного Совета СССР от 22 февраля 1939 года майору Звереву Василию Васильевичу присвоено звание Героя Советского Союза с вручением ордена Ленина. После учреждения знака особого отличия В. В. Звереву 4 ноября 1939 года вручена медаль «Золотая Звезда».
В 1939 году окончил Липецкие высшие академические курсы ВВС.
В июне-сентябре 1939 года участвовал в боях против японских милитаристов на реке Халхин-Гол. Совершил 15 боевых вылетов на бомбардировщике СБ. Был награждён орденом Красного Знамени.
После возвращения с Халхин-Гола был назначен помощником командира 16-й авиационной бригады (в Белорусском военном округе), а в декабре 1939 года — лётчиком-инспектором Управления боевой подготовки ВВС Красной Армии.
Участник советско-финляндской войны 1939—1940 годов. В составе 15-й авиационной бригады совершил 10 боевых вылетов на бомбардировщике СБ.
До 1942 года продолжал служить лётчиком-инспектором Управления боевой подготовки ВВС Красной Армии, в январе-августе 1942 — лётчик-инспектор бомбардировочной авиации Инспекции ВВС Красной Армии.
В 1943 году окончил Военно-воздушную академию.
Участник Великой Отечественной войны: в апреле-декабре 1944 — лётчик-инспектор по технике пилотирования 231-й (с октября 1944 года — 12-й гвардейской) штурмовой авиационной дивизии (2-й Украинский фронт). Участвовал в Ясско-Кишинёвской и Будапештской операциях. Совершил 3 боевых вылета на штурмовике Ил-2.

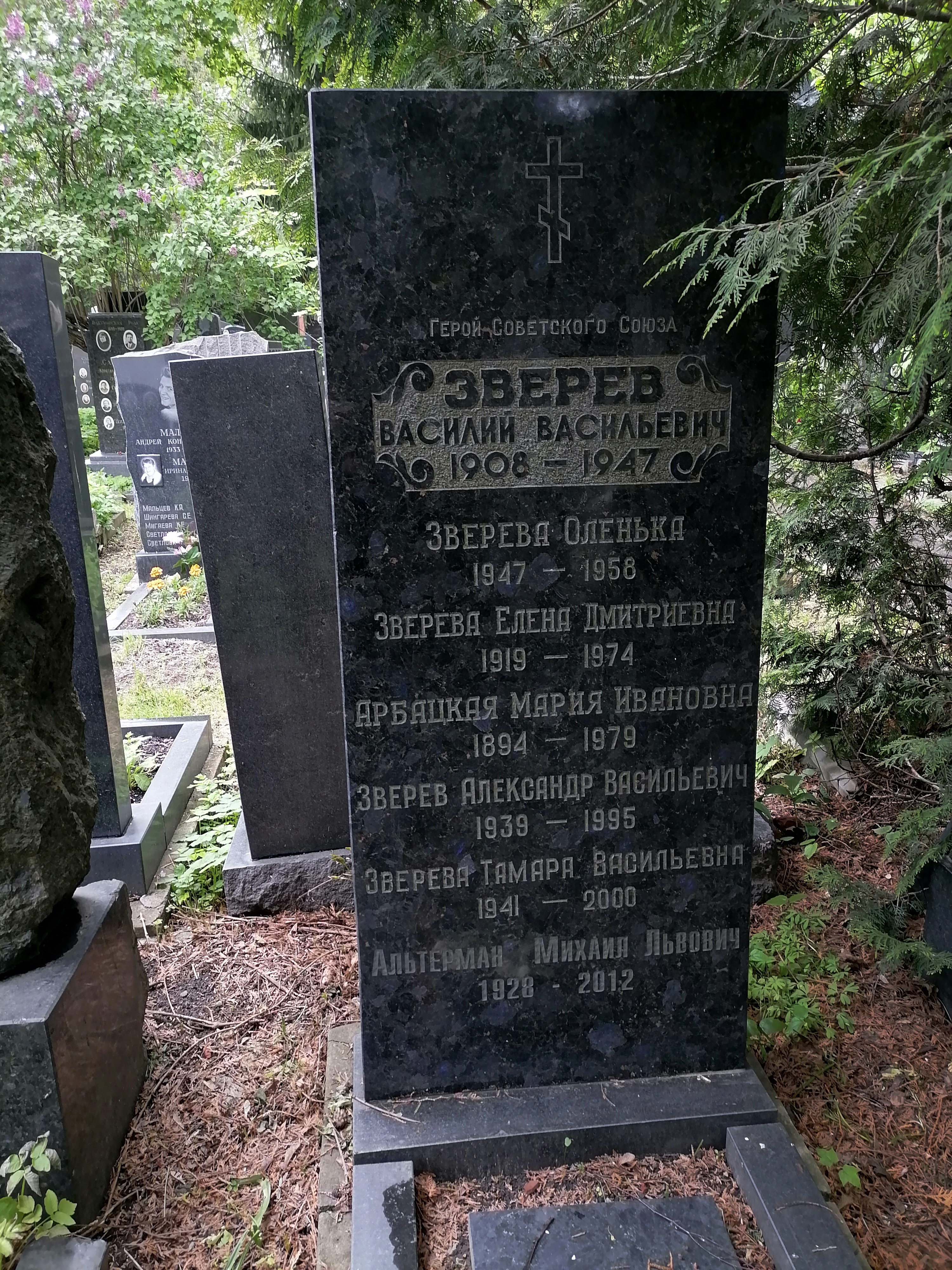
Могила на Донском кладбище

С мая 1945 года подполковник В. В. 3верев — в запасе. Жил в Москве. Умер 11 марта 1947 года. Похоронен на Донском кладбище в Москве.

## Награды
- Медаль «Золотая Звезда» (22.02.1939);
- орден Ленина (22.02.1939);
- орден Красного Знамени (29.08.1939);
- медаль «За боевые заслуги» (3.11.1944);
- медаль «За победу над Германией»;
- Орден Красного Знамени (Монголия).